# WV24
Das altägyptische Grabmal WV24, auch als KV24 (King’s Valley 24) bezeichnet, liegt im Tal der Könige und wurde bereits vor 1832 entdeckt. Seine Bezeichnung WV (West Valley) bezieht sich auf die Lage des Grabes, da es sich nicht wie die anderen Königsgräber im Osttal befindet, sondern wie WV22, WV23, WV25 und WVA im westlichen Tal liegt.
Es handelt sich um ein unvollendetes und nicht-königliches Grab, dessen Grabinhaber unbekannt ist. WV24 wurde während verschiedener Epochen benutzt, unter anderem während des Neuen Reiches (18. Dynastie), der in der 22. Dynastie oder der griechisch-römischen Zeit in der Dritten Zwischenzeit. Die Lage des Grabes und die daraus stammenden Funde sprechen jedoch für eine Datierung der Anlage an das Ende der 18. Dynastie.

## Erforschung und Publikation
Ein exaktes Datum zur Entdeckung und Angaben zum Entdecker des Grabes ist nicht bekannt. Es wird angegeben, dass WV24 „vor 1832“ entdeckt wurde. Allerdings wurde das Grab bereits um diese Zeit von John Gardner Wilkinson (1825–1828) und Robert Hay (1825–1835) besucht, die Karten und Pläne anfertigten. Es besteht die Möglichkeit, dass auch weitere Ägyptologen und Forscher WV24 aufsuchten, darunter vermutlich Émile Chassinat oder Howard Carter, der in dieser Zeit unter Flinders Petrie arbeitete. 1971 folgten Jaroslav Černý, und A. A. Sadek, die ebenfalls Kartierungsarbeiten durchführten. Untersuchungen und Ausgrabungen fanden jedoch erst nach rund 150 Jahren nach Bekanntwerden des Grabes statt.
WV24 wurde in den Jahren 1991 bis 1992 durch Otto Schaden für die University of Arizona freigelegt und ausgegraben. Er publizierte seine Ergebnisse im Herbst 1991.

## Lage und Architektur

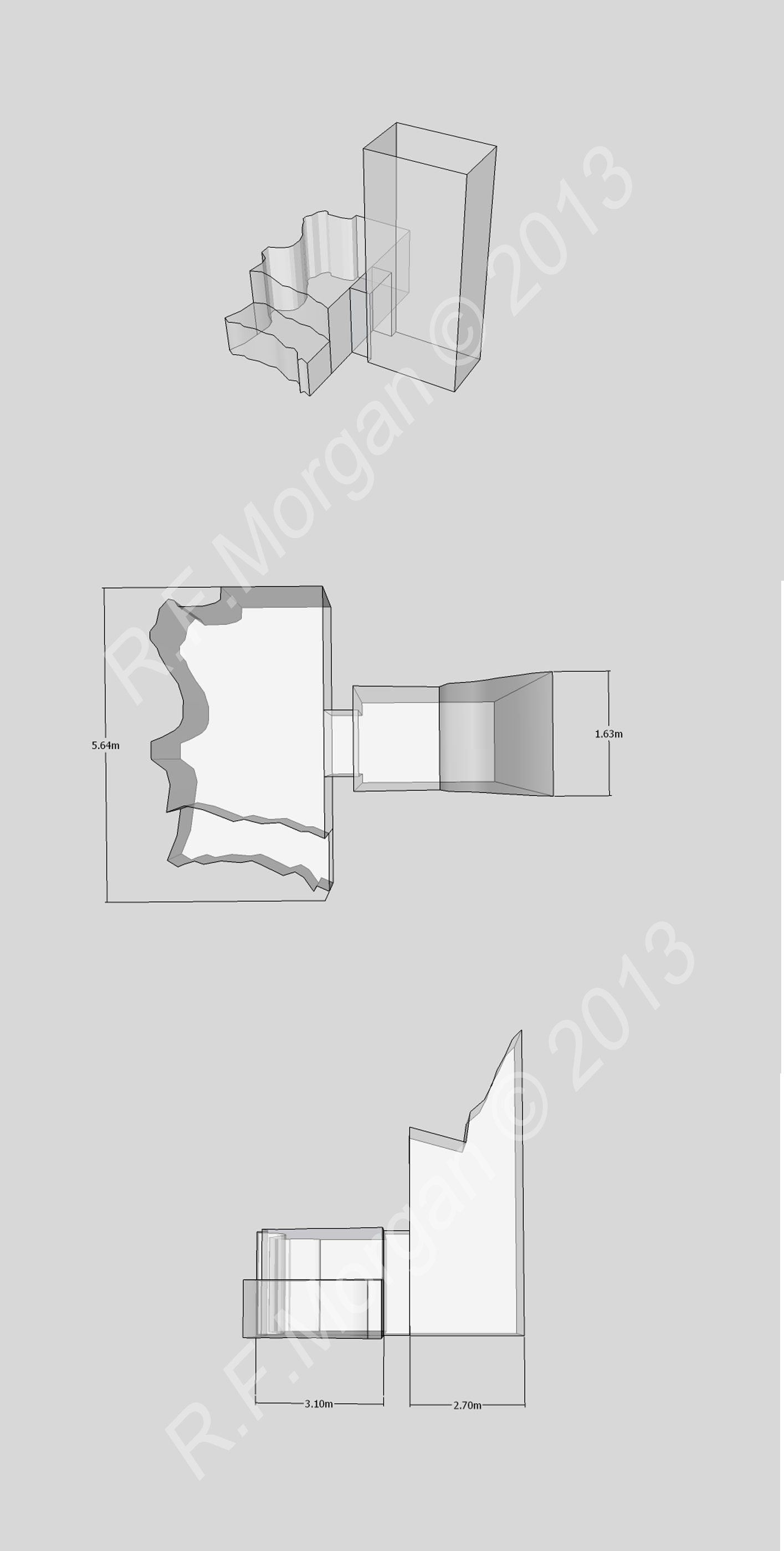
Isometrische Darstellung, Grundriss und Schnittzeichnung des Grabes

WV24 liegt im Westtal in kurzer Entfernung zu dem unvollendeten Grab WV25, das vermutlich für König (Pharao) Echnaton begonnen, aber aufgegeben wurde. Es besteht aus einem sauber ausgehauenen Schacht und einer unfertigen Kammer und hat ein Gesamtvolumen von 47,37 m³ über eine Fläche von 23,36 m². Die Kammer ist rechteckig, weist jedoch Unregelmäßigkeiten auf und ist an der Ostseite abgerundet.
Von der Struktur her ähnelt WV24 den Gräbern KV44, KV50 und KV61 und unterscheidet sich von ihnen nur durch einen groben und niedrigeren Sims an einer Kammerseite.
WV24 war bei seiner Entdeckung mit Schutt angefüllt, der zum Teil aus dem Grab selbst stammt oder durch die Fluten nach starken Regenfällen im Tal hineingespült worden war. Es wurden Wespennester aus einem beton-ähnlichen Material an den Wänden und der Decke entdeckt.

## Funde
Bei den Freilegungs- und Ausgrabungsarbeiten fand Schaden im Schacht verschiedene Überreste, von denen angenommen wird, dass sie aus einem Nachbegräbnis aus der 22. Dynastie stammen. Es wurden verschiedene Gegenstände wie beispielsweise hölzerne Fragmente eines Kindersarges, zahlreiche Mumienbinden, Gefäße, Bestattungsmaterialien, Fragmente von spätrömischen Amphoren mit Bandkeramik sowie Kochtöpfe geborgen, die womöglich aus koptischer Zeit stammen. Des Weiteren beinhaltete WV24 Überreste von Säugetieren sowie von fünf menschlichen Leichnamen, unter denen sich ein Kind befand. Eine gefundene antike Seilrolle, das Bein eines kleinen Kastens, mehrere Glasfragmente sowie Intarsienfäden datieren in die Zeit der 18. Dynastie. Von einem zerbrochenen Glaskügelchen und einem Elfenbeinfragment mit Goldeinfassung wird angenommen, dass diese aus dem nahegelegenen Grab WV23, dem Grab des Eje, des Nachfolgers Tutanchamuns, stammen. Weitere Funde waren von Zimmermännern und Steinmetzen verwendete Werkzeuge.

## Deutung
Anzeichen für eine königliche Bestattung gibt es im Grab nicht. Für die Verwendung des Grabes gibt es zwei verschiedene Deutungen: Es wurde für einen Gefolgsmann des Inhabers von WV25 angelegt, könnte aber auch ein Lager für Grab 25 gewesen sein, ähnlich wie es WVA für WV22, das Grab Amenophis III., gewesen ist. Da sowohl aus WV24 als auch aus WV25 die ungefähr gleiche Menge an Gestein herausgeholt wurde, besteht die Möglichkeit, dass mit beiden Gräbern in etwa zur selben Zeit begonnen und sie zeitgleich aufgegeben wurden.